# Kunołaz pręgowany
Kunołaz pręgowany (Hemigalus derbyanus) – gatunek drapieżnego ssaka z podrodziny kunołazów (Hemigalinae) w obrębie rodziny wiwerowatych (Viverridae). Długość głowy i tułowia wynosi 41–56,5 cm, długość ogona 23,5–37,5 cm, masa 1–3 kg. Futro szarawe do bladego rudego brązu, na grzbiecie ciemne pasy. Pysk długi i zaostrzony. Występuje gruczoł kroczowy. Wiedzie nocny, skryty, naziemny tryb życia, polując głównie na owady, ale też dżdżownicowate, inne bezkręgowce i myszowate. Noworodki słabo rozwinięte, ledwo zdolne czołgać się, z zamkniętymi oczami i uszami. Zamieszkuje lasy Azji Południowo-Wschodniej. Liczebność i zajmowana powierzchnia spadają.

## Budowa

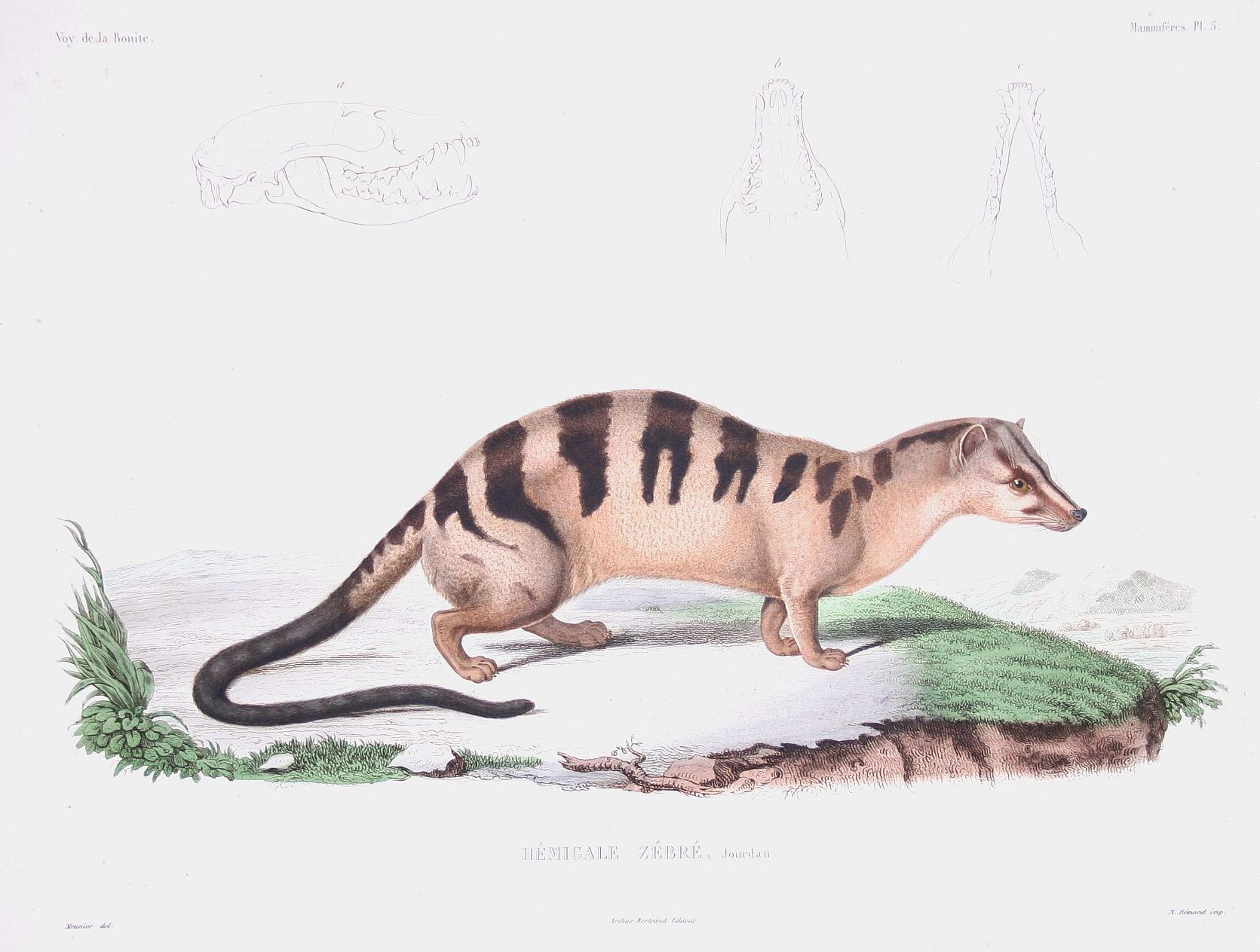
Kunołaz pręgowany z charakterystycznym ubarwieniem, rycina z 1852

Kunołaz pręgowany jest niewielkim, smukłym przedstawicielem wiwerowatych. Długość głowy i tułowia wynosi 41–56,5 cm, długość ogona 23,5–37,5 cm, długość ucha 3,6–5,5 cm, długość tylnej stopy 7,5–8,2 cm; masa ciała 1–3 kg.
Autorzy opisują jego futro w górnych częściach ciała jako szarawe do bladego rudego brązu. Zwracają uwagę na od 4 do 8 dużych, ciemnych pasów idących przez grzbiet kunołaza pręgowanego, kształtem zbliżonych nieco do długich trójkątów, podstawami skierowanych ku grzbietowi zwierzęcia, a wierzchołkami natomiast ku brzusznej stronie ciała drapieżnika. Wskazują oni zarazem na jaśniejszą część brzuszną, pozbawioną także znaczeń.
Czaszka zwierzęcia, długa a wąska, cechuje się zwężoną okolicą zaoczodołową i długim grzebieniem. Płaskie łuki jarzmowe i krótkie a tępe wyrostki zaoczodołowe także są jej charakterystycznymi cechami. Puszka słuchowa ma owalną, wydłużoną komorę tylną, rozszerzoną do przodu.
Pysk kunołaza pręgowanego jest długi i zaostrzony. Kończy się on rhinarium, dużym i przeoranym głęboką bruzdą z górnym brzegiem podwójnie wypukłym. Twarz zwierzęcia zdobią wąskie czarne pręgi rozpoczynające się pośrodkowo od nosa i przebiegające w kierunku barku. Kolejne dwie czarne pręgi zaczynają się na pysku, okrążają duże oczy zwierzęcia, by ciągnąć się dalej przy podstawie ucha do szyi. Uszy też są duże. Pod okiem leży biała plama, podobnie nad okiem kolejna. Na szyi zaczynają się kolejne dwa czarne pasma, nie zawsze stałe, niekiedy rozpadające się w pojedyncze kropki. Zakrzywiają się potem do dołu w kierunku łokcia. Włosy porastające szyję zwrócone są do przodu, inaczej, niż to zwykle bywa.
Wzór zębowy obejmuje 3 siekacze, pojedynczy kieł, 4 przedtrzonowce i 2 trzonowce, czyli w sumie 40 zębów. Podobny wzór zębowy występuje u kunołaźca czarno-białego, łaszaka annamickiego czy też mampalona wydrowatego. Jest to najbardziej typowe uzębienie u wiwerowatych. Autorzy zwracają uwagę na pojedynczy korzeń i brak dodatkowych guzków na pierwszym górnym i dolnym przedtrzonowcu. Łamacze i trzonowce są wieloguzkowe. Łamacze wiwerowatych przystosowane są raczej do odcinania kęsów pokarmu. Górny łamacz ma skierowany do przodu protokon i długi przypominający ostrze metakon, jak i wysoki i zaostrzony parakon. Parastyl zaś wykształca się słabo. Dolny łamacz cechuje się w tej rodzinie dobrze wykształconymi trigonidem i talonidem.
Samica ma 3 pary gruczołów mlekowych, a więc więcej niż kunołaziec czarno-biały czy łaszak annamicki.
Występuje gruczoł kroczowy. Tworzy go para podłużnych fałdów pokrytych jedwabistym włosami, pomiędzy którymi znajduje się owalne zagłębienie, ku przodowi głębsze. Gruczoły te pozwalają wiwerowatym na wydzielanie pachnącej wydzieliny używanej m.in. do znaczenia terytoriów. Gruczoł wydziela wydzielinę, magazynowaną następnie w zagłębieniu. Przedstawiciele wiwerowatych mają też gruczoły odbytowe.
Ogon kunołaza pręgowanego proksymalnie jest zdobiony dwoma pierścieniami, niezbyt wyraźnymi, a robi się czarny w dwóch trzecich dystalnych.
Kolor kończyn nie odróżnia się znacznie od koloru grzbietu. W górnej części kończyn przednich widnieje kilka słabych pasów. Kończyny kończą się pięcioma palcami. Kończą je w pełni wycofywalne pazury, nie posiadające jednak osłonek, jakie mają pazury kotowatych. Śródręcze i śródstopie mają dobrze wykształcone poduszki. Na śródręczu wewnętrzna poduszka co prawda długa, jest jednak krótsza i węższa od zewnętrznej, z którą się styka. Na śródstopiu długość tych poduszek to jedna trzecia długości stopy. Przestrzenie pomiędzy poduszkami nie są porośnięte włosiem.

## Systematyka

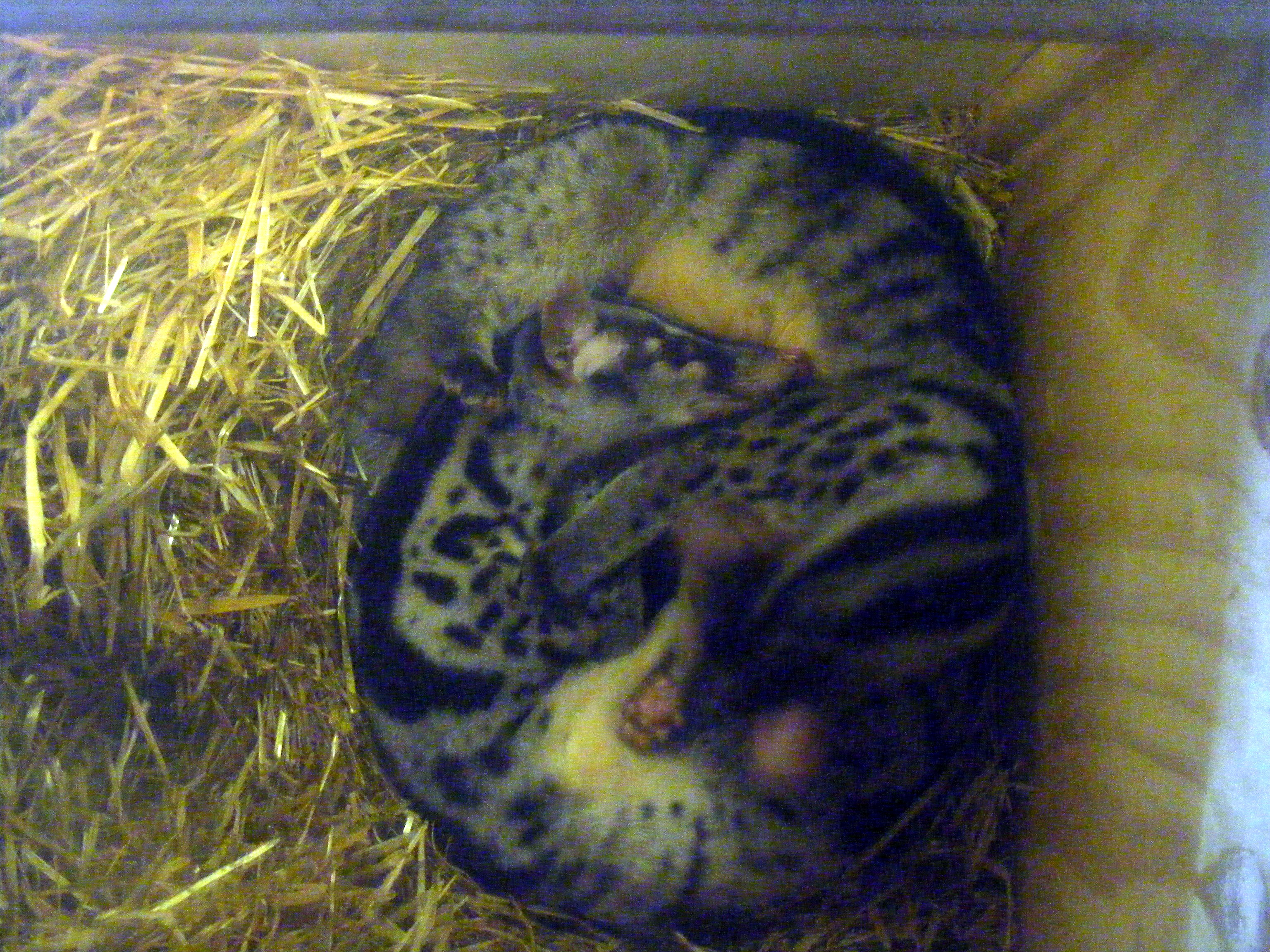
Kunołaz pręgowany należy do podrodziny kunołazów tak jak widoczny wyżej łaszak annamicki

Gatunek po raz pierwszy zgodnie z zasadami nazewnictwa binominalnego opisał w 1837 roku brytyjski zoolog John Edward Gray, nadając mu nazwę Paradoxurus derbyanus. Holotyp pochodził z Półwyspu Malajskiego. Początkowo umieszczony został w rodzaju Paradoxurus, czyli łaskun. Niemniej łaskun zaliczany jest dzisiaj do odrębnej podrodziny łaskunów wraz z binturongiem, łaskunkiem, łaskuniakiem i pagumą. Przeniesiony potem do rodzaju Hemigalus, czyli kunołaz, zalicza się do podrodziny kunołazów wraz z łaszakiem, mampalonem i kunołaźcem. Jedyny przedstawiciel rodzaju kunołaz (Hemigalus), który opisał w 1837 roku francuski zoolog Claude Jourdan. Podstawowe dane taksonomiczne podgatunków (oprócz nominatywnego) przedstawia poniższa tabela:
| Podgatunek   | Oryginalna nazwa          | Autor i rok opisu    | Miejsce typowe                        |
| ------------ | ------------------------- | -------------------- | ------------------------------------- |
| H. d. minor  | Hemigale minor            | G.S. Miller, 1903    | Południowa Pagai, Sumatra, Indonezja. |
| H. d. sipora | Hemigalea derbyana sipora | Chasen & Kloss, 1927 | Sipora, Sumatra Zachodnia.            |

Corbet i Hill w 1992 roku umieścili w Hemilagus Chrotogale, jednocześnie wyłączając Diplogale. Nie ma wątpliwości, że te trzy taksony stanowią monofiletyczną grupę i że Diplogale jest bardziej związany z Hemigalus niż Chrotogale. Badania molekularne przeprowadzone przez Verona i Heada w 2000 roku wsparły rozdzielenie Hemigalus i Chrotogale. Autorzy Illustrated Checklist of the Mammals of the World rozpoznają trzy podgatunki. Autorzy Handbook of the Mammals of the World podnosili brak aktualnej rewizji systematyki gatunku i pomimo upływu lat podobną informację wzmiankuje dalej IUCN. Nie ulega wątpliwości zasadność wyróżniania H. d. minor, ale już H. d. sipora łączono z podgatunkiem nominatywnym.

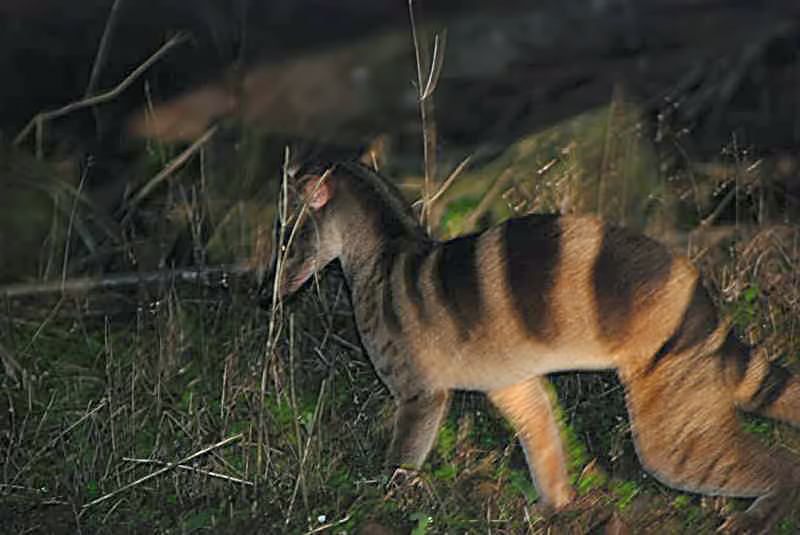
Kunołaz pręgowany jest aktywny nocą

|  | Paguma larvata                                                                     |
|  |                                                                                    |
|  | \| \| Paradoxurus hermaphroditus \| \| \| \| \| \| Paradoxurus jerdoni \| \| \| \| |
|  |                                                                                    |
|  | Paradoxurus hermaphroditus                                                         |
|  |                                                                                    |
|  | Paradoxurus jerdoni                                                                |
|  |                                                                                    |

|  | Paradoxurus hermaphroditus |
|  |                            |
|  | Paradoxurus jerdoni        |
|  |                            |

|  | Paguma larvata                                                                     |
|  |                                                                                    |
|  | \| \| Paradoxurus hermaphroditus \| \| \| \| \| \| Paradoxurus jerdoni \| \| \| \| |
|  |                                                                                    |
|  | Paradoxurus hermaphroditus                                                         |
|  |                                                                                    |
|  | Paradoxurus jerdoni                                                                |
|  |                                                                                    |

|  | Paradoxurus hermaphroditus |
|  |                            |
|  | Paradoxurus jerdoni        |
|  |                            |

|  | Paguma larvata                                                                     |
|  |                                                                                    |
|  | \| \| Paradoxurus hermaphroditus \| \| \| \| \| \| Paradoxurus jerdoni \| \| \| \| |
|  |                                                                                    |
|  | Paradoxurus hermaphroditus                                                         |
|  |                                                                                    |
|  | Paradoxurus jerdoni                                                                |
|  |                                                                                    |

|  | Paradoxurus hermaphroditus |
|  |                            |
|  | Paradoxurus jerdoni        |
|  |                            |

|  | Paguma larvata                                                                     |
|  |                                                                                    |
|  | \| \| Paradoxurus hermaphroditus \| \| \| \| \| \| Paradoxurus jerdoni \| \| \| \| |
|  |                                                                                    |
|  | Paradoxurus hermaphroditus                                                         |
|  |                                                                                    |
|  | Paradoxurus jerdoni                                                                |
|  |                                                                                    |

|  | Paradoxurus hermaphroditus |
|  |                            |
|  | Paradoxurus jerdoni        |
|  |                            |

|  | Cynogale bennettii                                                         |
|  |                                                                            |
|  | \| \| Chrotogale owstoni \| \| \| \| \| \| Hemigalus derbyanus \| \| \| \| |
|  |                                                                            |
|  | Chrotogale owstoni                                                         |
|  |                                                                            |
|  | Hemigalus derbyanus                                                        |
|  |                                                                            |

|  | Chrotogale owstoni  |
|  |                     |
|  | Hemigalus derbyanus |
|  |                     |

|  | Paguma larvata                                                                     |
|  |                                                                                    |
|  | \| \| Paradoxurus hermaphroditus \| \| \| \| \| \| Paradoxurus jerdoni \| \| \| \| |
|  |                                                                                    |
|  | Paradoxurus hermaphroditus                                                         |
|  |                                                                                    |
|  | Paradoxurus jerdoni                                                                |
|  |                                                                                    |

|  | Paradoxurus hermaphroditus |
|  |                            |
|  | Paradoxurus jerdoni        |
|  |                            |

|  | Paguma larvata                                                                     |
|  |                                                                                    |
|  | \| \| Paradoxurus hermaphroditus \| \| \| \| \| \| Paradoxurus jerdoni \| \| \| \| |
|  |                                                                                    |
|  | Paradoxurus hermaphroditus                                                         |
|  |                                                                                    |
|  | Paradoxurus jerdoni                                                                |
|  |                                                                                    |

|  | Paradoxurus hermaphroditus |
|  |                            |
|  | Paradoxurus jerdoni        |
|  |                            |

|  | Paguma larvata                                                                     |
|  |                                                                                    |
|  | \| \| Paradoxurus hermaphroditus \| \| \| \| \| \| Paradoxurus jerdoni \| \| \| \| |
|  |                                                                                    |
|  | Paradoxurus hermaphroditus                                                         |
|  |                                                                                    |
|  | Paradoxurus jerdoni                                                                |
|  |                                                                                    |

|  | Paradoxurus hermaphroditus |
|  |                            |
|  | Paradoxurus jerdoni        |
|  |                            |

|  | Paguma larvata                                                                     |
|  |                                                                                    |
|  | \| \| Paradoxurus hermaphroditus \| \| \| \| \| \| Paradoxurus jerdoni \| \| \| \| |
|  |                                                                                    |
|  | Paradoxurus hermaphroditus                                                         |
|  |                                                                                    |
|  | Paradoxurus jerdoni                                                                |
|  |                                                                                    |

|  | Paradoxurus hermaphroditus |
|  |                            |
|  | Paradoxurus jerdoni        |
|  |                            |

|  | Cynogale bennettii                                                         |
|  |                                                                            |
|  | \| \| Chrotogale owstoni \| \| \| \| \| \| Hemigalus derbyanus \| \| \| \| |
|  |                                                                            |
|  | Chrotogale owstoni                                                         |
|  |                                                                            |
|  | Hemigalus derbyanus                                                        |
|  |                                                                            |

|  | Chrotogale owstoni  |
|  |                     |
|  | Hemigalus derbyanus |
|  |                     |

|  | Viverra tangalunga |
|  |                    |

|  | Genetta genetta   |
|  |                   |
|  | Genetta servalina |
|  |                   |

|  | Viverra tangalunga |
|  |                    |

|  | Genetta genetta   |
|  |                   |
|  | Genetta servalina |
|  |                   |

|  | Paguma larvata                                                                     |
|  |                                                                                    |
|  | \| \| Paradoxurus hermaphroditus \| \| \| \| \| \| Paradoxurus jerdoni \| \| \| \| |
|  |                                                                                    |
|  | Paradoxurus hermaphroditus                                                         |
|  |                                                                                    |
|  | Paradoxurus jerdoni                                                                |
|  |                                                                                    |

|  | Paradoxurus hermaphroditus |
|  |                            |
|  | Paradoxurus jerdoni        |
|  |                            |

|  | Paguma larvata                                                                     |
|  |                                                                                    |
|  | \| \| Paradoxurus hermaphroditus \| \| \| \| \| \| Paradoxurus jerdoni \| \| \| \| |
|  |                                                                                    |
|  | Paradoxurus hermaphroditus                                                         |
|  |                                                                                    |
|  | Paradoxurus jerdoni                                                                |
|  |                                                                                    |

|  | Paradoxurus hermaphroditus |
|  |                            |
|  | Paradoxurus jerdoni        |
|  |                            |

|  | Paguma larvata                                                                     |
|  |                                                                                    |
|  | \| \| Paradoxurus hermaphroditus \| \| \| \| \| \| Paradoxurus jerdoni \| \| \| \| |
|  |                                                                                    |
|  | Paradoxurus hermaphroditus                                                         |
|  |                                                                                    |
|  | Paradoxurus jerdoni                                                                |
|  |                                                                                    |

|  | Paradoxurus hermaphroditus |
|  |                            |
|  | Paradoxurus jerdoni        |
|  |                            |

|  | Paguma larvata                                                                     |
|  |                                                                                    |
|  | \| \| Paradoxurus hermaphroditus \| \| \| \| \| \| Paradoxurus jerdoni \| \| \| \| |
|  |                                                                                    |
|  | Paradoxurus hermaphroditus                                                         |
|  |                                                                                    |
|  | Paradoxurus jerdoni                                                                |
|  |                                                                                    |

|  | Paradoxurus hermaphroditus |
|  |                            |
|  | Paradoxurus jerdoni        |
|  |                            |

|  | Cynogale bennettii                                                         |
|  |                                                                            |
|  | \| \| Chrotogale owstoni \| \| \| \| \| \| Hemigalus derbyanus \| \| \| \| |
|  |                                                                            |
|  | Chrotogale owstoni                                                         |
|  |                                                                            |
|  | Hemigalus derbyanus                                                        |
|  |                                                                            |

|  | Chrotogale owstoni  |
|  |                     |
|  | Hemigalus derbyanus |
|  |                     |

|  | Paguma larvata                                                                     |
|  |                                                                                    |
|  | \| \| Paradoxurus hermaphroditus \| \| \| \| \| \| Paradoxurus jerdoni \| \| \| \| |
|  |                                                                                    |
|  | Paradoxurus hermaphroditus                                                         |
|  |                                                                                    |
|  | Paradoxurus jerdoni                                                                |
|  |                                                                                    |

|  | Paradoxurus hermaphroditus |
|  |                            |
|  | Paradoxurus jerdoni        |
|  |                            |

|  | Paguma larvata                                                                     |
|  |                                                                                    |
|  | \| \| Paradoxurus hermaphroditus \| \| \| \| \| \| Paradoxurus jerdoni \| \| \| \| |
|  |                                                                                    |
|  | Paradoxurus hermaphroditus                                                         |
|  |                                                                                    |
|  | Paradoxurus jerdoni                                                                |
|  |                                                                                    |

|  | Paradoxurus hermaphroditus |
|  |                            |
|  | Paradoxurus jerdoni        |
|  |                            |

|  | Paguma larvata                                                                     |
|  |                                                                                    |
|  | \| \| Paradoxurus hermaphroditus \| \| \| \| \| \| Paradoxurus jerdoni \| \| \| \| |
|  |                                                                                    |
|  | Paradoxurus hermaphroditus                                                         |
|  |                                                                                    |
|  | Paradoxurus jerdoni                                                                |
|  |                                                                                    |

|  | Paradoxurus hermaphroditus |
|  |                            |
|  | Paradoxurus jerdoni        |
|  |                            |

|  | Paguma larvata                                                                     |
|  |                                                                                    |
|  | \| \| Paradoxurus hermaphroditus \| \| \| \| \| \| Paradoxurus jerdoni \| \| \| \| |
|  |                                                                                    |
|  | Paradoxurus hermaphroditus                                                         |
|  |                                                                                    |
|  | Paradoxurus jerdoni                                                                |
|  |                                                                                    |

|  | Paradoxurus hermaphroditus |
|  |                            |
|  | Paradoxurus jerdoni        |
|  |                            |

|  | Cynogale bennettii                                                         |
|  |                                                                            |
|  | \| \| Chrotogale owstoni \| \| \| \| \| \| Hemigalus derbyanus \| \| \| \| |
|  |                                                                            |
|  | Chrotogale owstoni                                                         |
|  |                                                                            |
|  | Hemigalus derbyanus                                                        |
|  |                                                                            |

|  | Chrotogale owstoni  |
|  |                     |
|  | Hemigalus derbyanus |
|  |                     |

|  | Viverra tangalunga |
|  |                    |

|  | Genetta genetta   |
|  |                   |
|  | Genetta servalina |
|  |                   |

|  | Viverra tangalunga |
|  |                    |

|  | Genetta genetta   |
|  |                   |
|  | Genetta servalina |
|  |                   |

### Etymologia
- Hemigalus: gr. ἡμι- hēmi- „pół-, mały”, od ἡμισυς hēmisus „połowa”; γαλεή galeē lub γαλή galē „łasica”[30].
- derbyanus: Edward Smith-Stanley (13. hrabia Derby) (1775–1851), angielski zoolog, założyciel Knowsley Menagerie[5].
- minor: łac. minor „mniejszy”, forma wyższa od parvus „mały”[31].
- sipora: Sipura, Wyspy Mentawai, Sumatra[32].

## Tryb życia
Aktywność przypada na noc, na co wskazują obserwacje z kamer-pułapek, jak również aktywność w niewoli. Za dnia prawdopodobnie odpoczywa w dziuplach drzew bądź wydrążonych pniach. Jego czas aktywności zazębia się w wielkim stopniu z aktywnością pagumy chińskiej i łaskuna palmowego, a także myszowatych czy pantery mglistej. Czas ten raczej nie zależy od obecności ludzi. Wiedzie skryty tryb życia.
Żyje prawdopodobnie na ziemi, tam też bywał kunołaz łapany i tam robiono mu zdjęcia z kamer. Często spotykano go wzdłuż strumieni, żyje prawdopodobnie na dnie lasu, na co wskazuje też jego dieta. Niemniej wydaje się dobrym wspinaczem. Prawdopodobnie częściowo spędza więc czas na drzewach. Spotykano go również w dziuplach dużych drzew, a także 8 m nad powierzchnią ziemi. Zwierzęta trzymane w niewoli znaczyły zapachem z gruczołu kroczowego poprzez ocieranie się na powierzchniach. Samce dokonywały tego częściej niż samice. W razie zaniepokojenia, pobudzenia, konieczności obrony zwierzęta potrafiły nawet wyciskać oleistą zawartość z rzeczonego gruczołu, szybko podnosząc ogon.
Kunołaz pręgowany nie podejmuje migracji.

### Cykl życiowy
Pojedyncza samica w ciąży została odnaleziona na Borneo w lutym. W niewoli natomiast obserwowano mioty liczące jeden do dwóch młodych. Noworodki były słabo rozwinięte, ledwo zdolne czołgać się, z zamkniętymi oczami i uszami. Noworodek płci żeńskiej ważył 125 g przy 25 centymetrach długości. Oczy otwierały dopiero pomiędzy wiekiem 9 a 12 dni. Chodzić zaczynały po około 18 dniach życia pozamacicznego, a w wieku 4 tygodni potrafiły już wspinać się na drzewa. W wieku 4 miesięcy zbadana młoda samica miała 76 cm długości, ważyła 1050 g. Po 10 tygodniach zwierzę zaczynało samodzielnie się żywić, a po 6 miesiącach osiągało wielkość dorosłego osobnika. Jednak dopiero z osiągnięciem dojrzałości płciowej pojawiło się płowe zabarwienie szyi i na brzuchu. Długość pokolenia wynosi 5 lat.

## Rozmieszczenie geograficzne
Państwa, gdzie odnotowano obecność zwierzęcia, to Brunei, Indonezja (Sumatra, Kalimantan), Malezja (Sarawak, Sabah, Półwysep Malajski), Mjanma (jednak brak współczesnych doniesień), Tajlandia.
Kunołaz pręgowany zamieszkuje w zależności od podgatunku następujące obszary:
- H. derbyanus derbyanus – Mjanma, Tajlandia, Półwysep Malajski, Sumatra, Siberut i Borneo;
- H. derbyanus minor – Południowa Pagai;
- H. derbyanus sipora – Sipura.

## Ekologia

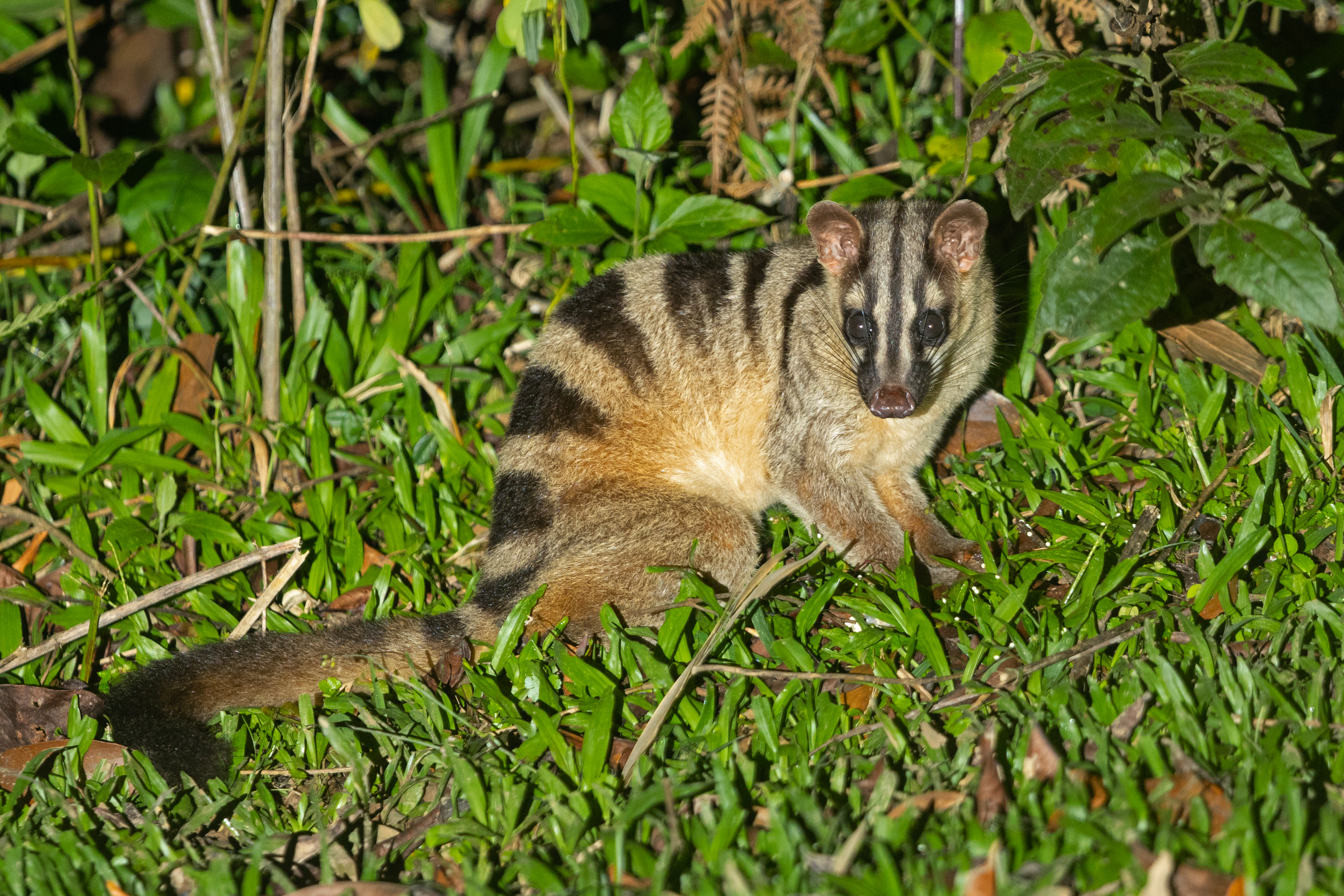
Kunołaz pręgowany żyje w lasach

Siedliskiem kunołaza pręgowanego są lasy deszczowe, szczególnie nizinne. Spotykano go zarówno w lasach pierwotnych, jak i przekształconych ręką ludzką. Sięga 1660 m nad poziomem morza (niektóre źródła podają 1575 m), być może rzadko jednak zapuszcza się wyżej niż 900, nie można jednak wykluczyć, że niska liczba stwierdzeń wynika raczej z rzadko prowadzonych na takich terenach badań. Na Borneo sięga do wysokości 1200 m nad poziomem morza, podczas gdy na Sumatrze zwierzę występuje w lasach nizinnych od 150 do 800 m nad poziomem morza. W każdym razie zwierzę występuje w lasach i od nich jest zależne. Niemniej spotykano je też w lasach wyrębywanych, w takich siedliskach gęstości są jednak niższe. Zdarzały się też rzadkie doniesienia z plantacji palmy olejowej i akacji. Przebywa częściej w pobliżu rzek, na jego zagęszczenie wpływ mają też opady (roczny opad między 2000 a 4000 mm), spada ono wraz z zagęszczeniem populacji człowieka.
Na Borneo należy kunołaz pręgowany do najczęściej uchwytywanych w fotopułapkach małych drapieżnych. W lasach Sabahu jest drugim najpospolitszym przedstawicielem swej rodziny. Lokalnie może być jednak rzadki.
Zwierzę żywi się pokarmem mięsnym, w szczególności owadami i dżdżownicowatymi. Niemniej badania w różnych miejscach nieco różniły się szczegółami. Na Borneo 65% zbadanych żołądków zawierało owady, w tym chrząszcze, prostoskrzydłe, larwy motyli i mrówkowate, 22% dżdżownicowate, 9% inne stawonogi, jak pająki, krocionogi, stonogi, spawęki i kraby, 2% mięczaki i 1% płazy bezogonowe. W Tajlandii zbadane żołądki zawierały owady, w Malezji natomiast zawierały pozostałości krabów, mięczaków, płazów bezogonowych, jaszczurek, a nawet dużych myszowatych. Niemniej autorzy zwracają uwagę na niewielką liczbę zbadanych żołądków, mianowicie dwa. Nie znaleziono natomiast w żołądkach kunołaza pręgowanego szczątków roślinnych, w szczególności owoców, poza niewielkimi fragmentami zgniłego drewna i martwych liści wedle jednych autorów, wedle innych zaś bez liści. 90% diety na Borneo stanowią owady. Zbadane pozostałości wskazują na poszukiwanie pokarmu przez zwierzę na dnie lasu i wzdłuż brzegów strumieni. Z kolei okres aktywności zwierzęcia zazębia się z aktywnością myszowatych.
Na kunołaza pręgowanego polować może pantera mglista, aktywna w tym samym czasie.
Obecność zwierzęcia w zniszczonych przez człowieka lasach podnosi pytanie o możliwość rozsiewania chorób, badania jednak nie wskazują, by takie ryzyko było istotne.

## Zagrożenia i ochrona

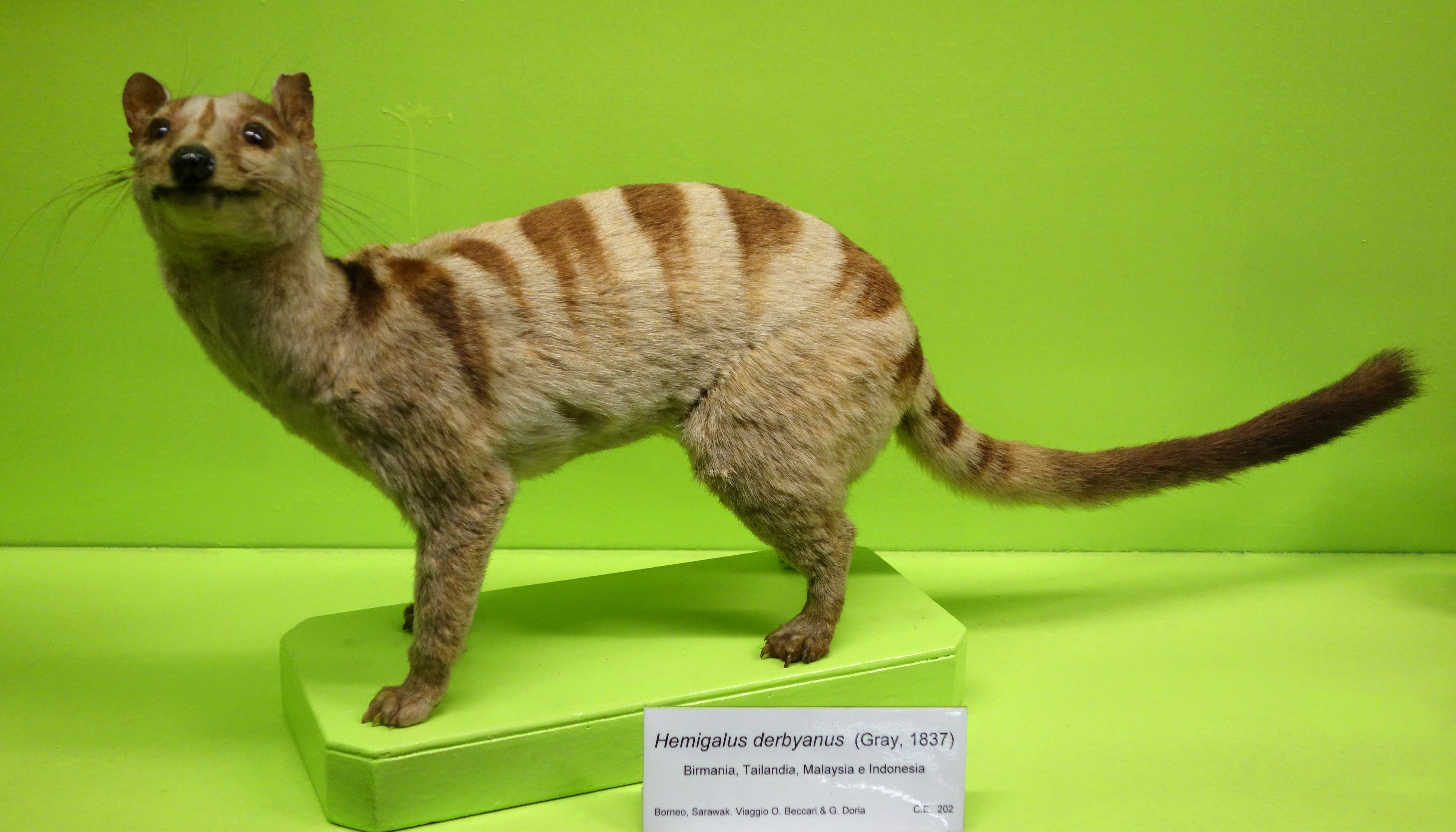
Eksponat w Muzeum Historii Naturalnej w Genui

Całkowita liczebność gatunku spada. Spadek przez 3 pokolenia szacuje IUCN na jakieś 25%. Obecnie zajmuje tylko 21% poprzedniego swego zasięgu.
IUCN po raz pierwszy rozpoznała gatunek w 1996, widząc w nim gatunek niskiego ryzyka. W 2008 klasyfikację zmieniono na gatunek narażony na wyginięcie. W 2015 kategorię obniżono do gatunku bliskiego zagrożeniu. IUCN wskazuje tutaj na szeroki zasięg występowania zwierzęcia i jego względnie częste, jeśli się go porówna z innymi drapieżnikami, występowanie. Wydaje się on jednak zależny od lasów, nie przetrwa na założonych ręką człowieka plantacjach. Pozytywnie wpływa na jego zagęszczenie także bliskość rzek. Zagrażają mu niszczenie siedlisk i polowania przez człowieka. Łapie się w sidła i wnyki, tym bardziej że przebywa głównie na ziemi. Na zajmowanych przezeń terenach zakładane są kolejne osady ludzkie. Ponadto przypadkowo złowione osobniki trafiają do handlu jako zwierzęta domowe bądź na wystawy, bywają także zjadane przez człowieka. Gatunek obejmuje Załącznik II CITES. IUCN Action Plan for the Conservation of Mustelids and Viverrids obejmuje podgatunek z Mentawai. Zwierzę zasiedla liczne tereny objęte ochroną, niemniej obejmują one tylko 12% jego zasięgu.